# Simone Coco
Simone Coco ist ein italienischer Visual-Effects-Künstler.

## Leben
Simone Coco interessierte sich für Zeichnen und Malerei. In London entdeckte er die Escape Studios, wo er einen Compositing-Kurs belegte. Im Rahmen dieses Kurses bekam er ein Praktikum bei Rushes Postproduction in Soho vermittelt, das schließlich zu einer drei Jahre langen Tätigkeit und seinem Einstieg ins Filmgeschäft wurde. Anschließend wechselte er mit sieben Mitarbeitern zu DNEG TV und blieb dort sieben Jahre, bevor er als Visual Effects Supervisor zu Industrial Light & Magic wechselte.
Bei der Oscarverleihung 2024 wurde er für gleich zwei Filme in der Kategorie Beste visuelle Effekte nominiert: Napoleon von Ridley Scott, wo er die Schlacht bei Austerlitz und den Russlandfeldzug 1812 umsetzte, und Mission: Impossible – Dead Reckoning Teil Eins von Christopher McQuarrie, bei dem er zusammen mit Jeff Sutherland eine Verfolgungsjagd durch Rom, einen Kampf auf dem Orient-Express und Actionszenen auf den Klippen animierte.

## Filmografie (Auswahl)
- 2010: Scott Pilgrim gegen den Rest der Welt (Scott Pilgrim vs. the World)
- 2011: X-Men: Erste Entscheidung (X-Men: First Class)
- 2011: Unser Leben (One Life)
- 2011: Wuthering Heights – Emily Brontës Sturmhöhe (Wuthering Heights)
- 2012: Marley
- 2012: Les Misérables
- 2013: World War Z
- 2016: Der junge Papst (The Young Pope) (Fernsehserie)
- 2018: Krypton
- 2019: Hanna (Fernsehserie)
- 2023: Mission: Impossible – Dead Reckoning Teil Eins (Mission: Impossible – Dead Reckoning Part One)
- 2023: Napoleon